# Îsmet Şerîf Wanlî
Îsmet Şerîf Wanlî (souvent orthographié en français Ismet Cheriff Vanly) est un historien, militant politique, juriste et diplomate kurde, né le 21 novembre 1924 à Damas (Syrie) et décédé le 9 novembre 2011 à Lausanne (Suisse). Il est une figure du mouvement national kurde du XXe siècle.

## Biographie
Ismet Cherif Vanli naît en 1924 à Damas en Syrie, dans une famille originaire du Kurdistan de Turquie. En effet, son père, Muhammad Cherif Vanli, a quitté la ville de Wan (Van, Kurdistan de Turquie) pour Damas, quelque temps avant la chute de l'Empire ottoman en 1918. Sa mère, Xayriya Abdulla Alarrashi, est d'une famille originaire de Diyarbakir, installée elle aussi à Damas. 
Après avoir accompli ses écoles primaire et secondaire à Damas, qu'il effectue en arabe et en français, il part pour Beyrouth continuer ses études. Il s'inscrit d'abord en ingénierie, avant de se consacrer aux sciences politiques.
Fin 1948, il s'établit à Lausanne, en Suisse, pour poursuivre ses études. Il fait ici la connaissance de l'intellectuel kurde Noureddine Zaza (1919-1988), qui vit justement dans cette ville. À l'université de Lausanne, il étudie le droit. Il fait ensuite des études d’histoire et de sciences politiques à l'université de Genève. Il consacre sa thèse au droit des Kurdes à l'autodétermination dans le contexte du droit international. Il reçoit la nationalité suisse et épouse Carmen, une femme tessinoise. Il travaille durant seize ans comme greffier au Tribunal d’arrondissement de Lausanne.
En 1959, il part pour Paris, où il étudie l'histoire du Kurdistan à la Sorbonne et où il fait la connaissance du prince et linguiste kurde Kamuran Bedir Khan, qui avait fondé en 1949 le Centre d'études kurdes de Paris. 

### La KSSE

#### Prélude
La fin du Mandat français en Syrie et au Liban avait mis un frein aux activités de la mouvance intellectuelle kurde, réunie notamment autour des frères Celadet et Kamuran Bedirxan. Mais ce dernier, s'expatrie en France, et continue à entretenir ses contacts avec les fonctionnaires et les chercheurs français qu'il avait connus en Syrie, comme Roger Lescot et Thomas Bois. En même temps, il entre à l’Institut national des langues et civilisations orientales (INALCO), où il devient enseignant. Il tente déjà de réunir les étudiants et les intellectuels kurdes. Mais c'est la KSSE qui va concrétiser ce projet. 

#### Création
En 1956, Vanly fonde, avec d'autres étudiants et intellectuels kurdes, dont Noureddine Zaza, la Kurdish Students Society in Europe (KSSE). Le premier congrès de l'association, tenu en août 1956 à Wiesbaden, réunit 17 participants. Le Syrien Ismaîl Zamdji est élu président. À partir de l'année suivante et jusqu'en 1963, la présidence incombera à Vanly. De 1963 à 1967, la présidence est assumée par Kamal Fuad, un partisan de Jalal Talabanî. À partir de 1967, afin d'éviter une éventuelle instrumentalisation par l'Union patriotique du Kurdistan et pour maintenir l'unité des différentes tendances au sein de la KSSE, le système de présidence est remplacé par un comité directeur,. 

#### Une influence grandissante
L'organisation, qui compte en 1969 environ 500 membres, présents dans quinze pays européens, en aura 3 000 en 1975. La diversité des orientations de ses membres lui évite d'être classée sur l'échiquier politique, ce qui lui permet de développer aisément des sections des deux côtés du rideau de fer. Elle développe des liens avec les organisations étudiantes kurdes au Moyen Orient, comme l'Association des étudiants kurdes irakiens (1953), l'Association des étudiants kurdes en Syrie (1963) et l'Association des étudiants kurdes fondée aux États-Unis en 1962. Elle participe aussi aux festivals de la jeunesse et aux événements organisés par l'Union internationale des étudiants (UIE) . Durant les années 1960 et 1970, la KSSE publie deux revues : Çiya (en kurmandji) et Pirshing (en soranî), ainsi qu'un bulletin de liaison, Kurdistan.
Au départ, il s'agit d'une association culturelle, mais, en raison de l'évolution des événements au Kurdistan, elle va avoir de plus en plus d'implications politiques, en particulier à partie de 1961, lorsque commence le grand mouvement de révolte de Mustafa Barzani en Irak. 
Si les effectifs et les moyens matériels de l'association sont assez faibles, ce sont paradoxalement les ambassades turques, irakiennes et iraniennes qui, en dénonçant de manière systématique les « agissements » de ce « centre de propagande nationaliste kurde européen », vont faire accroître l'influence et l'audience de la KSSE,.

#### Déclin
Mais les accords d'Alger de 1975, qui provoquent l'effondrement de la révolution kurde d'Irak, seront quasiment fatals à l'association. La plupart des membres, profondément meurtris par la capitulation des chefs du mouvement, quittent l'association, parfois en se servant de différents prétextes. Depuis 1975, la KSSE n'est plus qu'un regroupement presque exclusif de sympathisants du Parti démocratique du Kurdistan d'Irak.

### Le diplomate
Pour ne pas exposer davantage la KSSE, Vanly fonde en 1962 le Comité pour la défense des droits du peuple kurde, avec des objectifs politiques définis : le soutien à la révolution kurde d'Irak. Le Comité publie des brochures, diffuse des informations à grande échelle et organise de nombreuses conférences de presse. 

#### Porte-parole de Barzanî
De 1964 à 1966, et de 1975 à 1976, Vanly est le porte-parole officiel de Mustafa Barzani pour toute l'Europe. À ce titre, il porte la question kurde devant l'ONU et publie de nombreuses brochures et articles. Il plaide aussi pour la cause kurde en Israël. Il tente encore d'établir une représentation officielle kurde à Washington, mais les pressions iraniennes sur les États-Unis, qui considèrent le Shah comme un précieux allié à ménager, feront avorter le projet. 
Vanly fait partie des fondateurs du Comité des études kurdes à la Sorbonne, de l'Institut kurde de Paris (1983) et de l'Association des juristes kurdes en Europe (1985). Il a aussi présidé l'Institut kurde de Berlin.

#### DuParlement kurde en exilauCongrès national du Kurdistan
En 1990, il se rapproche du Parti des travailleurs du Kurdistan. Il affirme désapprouver certaines de ses méthodes, mais se dit convaincu qu'il est le seul parti à « avoir ravivé la cause nationale » et à « oser tenir tête à Ankara » , tandis que les autres organisations seraient soit insignifiantes, soit tombées dans les querelles claniques. 
Il entre en 1995 au Parlement kurde en exil (PKDW), dont il prononce le discours d'ouverture le 12 avril. En 1999, il devient le premier président du Congrès national du Kurdistan (KNK). Il assume cette fonction jusqu'en 2003,,.

### Un attentat à Lausanne
En 1975, sous les auspices de Houari Boumédiène, Mohammad Reza Pahlavi et Saddam Hussein signent les accords d'Alger, dont le but est de régler les différends entre l’Irak et l’Iran. Un des points d’achoppement des discussions est le soutien iranien aux Kurdes irakiens. Alors que les signataires savent déjà que les accords précipiteront inévitablement la fin de la révolte de Barzanî, ils invitent Ismet Cherif Vanli et le chargent d'effectuer une enquête et d'établir un rapport sur la situation au Kurdistan d'Irak. Le but de la mission est de rechercher une solution à la question kurde qui soit convenable aux intérêts kurdes et à ceux des deux puissances régionales. Il effectue donc un voyage d’enquête. Mais à son retour, et contre l’attente de ses mandataires, il publie et diffuse dans le monde entier un rapport accablant qui dénonce la répression et la politique d'arabisation menée par le régime baasiste. 
Le 2 octobre 1976, un ancien consul d’Irak, cousin germain de Saddam Hussein et qui avait été l’un des interlocuteurs de Vanly à Bagdad, descend à Genève, muni d'un passeport diplomatique. Il prend contact avec Vanly et demande à pouvoir s'entretenir avec lui. Le lendemain, l'ancien consul, accompagné de deux hommes, se présente au domicile de Vanly, qui a eu la prudence d'avoir fait venir deux militants kurdes à ses côtés. L'entretien se déroule de manière sans incident. À son départ, l'ancien consul annonce qu’il fera porter à son hôte quelques jours plus tard un sac de dattes fraîches. Le 7 octobre, un des hommes ayant participé à l'entretien apporte le sac de fruits à Vanly. Alors que celui-ci lui prépare un café, le messager tire deux balles de calibre 7,65 dans le cou du diplomate kurde. La victime, trouvant la force d’appeler au secours, sera sauvée in extremis.
Les coupables ne seront jamais retrouvé. En effet, dans un premier temps, le gouvernement irakien refuse toute collaboration. Longtemps plus tard, lorsque le régime de Bagdad cherchera à se rapprocher de l’Occident, la justice irakienne annoncera que les suspects ont péri au front au cours du conflit Iran-Irak,.

## Postérité
Peu avant sa mort, Îsmet Şerîf Wanlî a légué son fonds documentaire constitué de plus de 3 500 ouvrages, études, articles et courriers personnels à la Bibliothèque cantonale universitaire (BCU) du Canton de Vaud. L’Association pour la promotion du Fonds Kurde Ismet Chérif Vanly et le développement de l’éducation, de la culture et des droits de l’homme (AFKIV) œuvre pour gérer sa bibliothèque et faire connaître ses travaux.

## Publications
- (de) Die nationale Frage Türkisch-Kurdistan, Frankfurt am Main, 1980.
- (de) Kurdistan und die Kurden, 3 vol., Göttingen, 1986–1988.
- [sous le pseudonyme de Parêz Vanli], Aspects de la Question nationale Kurde en Iran, Paris, 1959.
- La Question d'unification de la langue Kurde existe, Londres, 1960.
- Entretien sur le Kurdistan et la question Kurde, accordé à l'auteur V. Sakkatos, Athènes, 1959.
- Le Kurdistan irakien entité nationale. Étude de la Révolution de 1961, Neuchâtel, Éditions de la Baconnière, 1968.
- Le problème kurde en Syrie, Comité pour la défense du peuple kurde, 1968.
- « Le Kurdistan d'Irak », dans Gérard Chaliand, Abdul Rahman Ghassemlou et al., Les Kurdes et le Kurdistan : la question nationale kurde au Proche-Orient, Paris, F. Maspero, coll. « Petite collection Maspero », 1981, 369 p.  (ISBN 2-7071-1215-1), p. 225-306.
- (en) « The Kurds in the Soviet Union », dans Philip G. Kreyenbroek and Stefan Sperl (éd.), The Kurds: A Contemporary Overview, Londres, Routledge, 1992, p. 193-218.
- (en) [sous le pseudonyme de Nazdar, Mustafa], « The Kurds in Syrie », dans Gérard Chaliand (éd.), A People without a Country: The Kurds and Kurdistan, New York, Olive Branch Books, 1993, p. 194-201.
- (en) « The Oppression of the Kurdish People in Syria », dans Mohammed M.A. Ahmed et Michael M. Gunter (éd.), In Kurdish Exodus: From Internal Displacement to Diaspora, Sharon, Ahmed Foundation for Kurdish Studies, 2002, p. 49-61.
- (en) « Genocide in Syria: Anguish of the Kurds », Atlas, no 16, août 1968, p. 43-55.
- « Regards sur les origines des Kurdes et leur langue », Studia Kurdica, no 5, 1988, p. 39-58.